# Весела Гора (Луганський район)
Весела Гора́  — село в Україні, у Луганській міській громаді Луганського району Луганської області. Населення становить 1197 осіб. З 2014 року перебуває в статусі тимчасово окупованої території України.

## Географія
Село розташоване на правому березі річки Сіверський Донець. Сусідні населені пункти: села Раївка (вище за течією Сіверського Донця) на південному заході, Обозне та Христове на північному сході, Паньківка (нижче за течією Сіверського Дінця) на сході, Привітне, Світле та місто Луганськ на південному сході, село Лиман на півдні.

## Історія
Предтечею села був хутір Лікарський, відомий за картографічними джерелами з 1765 року, а перша згадка про який у письмових документах припадає на 1775 рік). Збереглися документи про те, як у Подонців'ї з'явився полковник розгромленої пугачовської армії Василь Журба (Злий), який зберігав прапор повстанців і портрет Омеляна Пугачова, проживаючи в слободі Староайдарській і на хуторі Лікарському. Звідси він таємно відвідував Білгород, Вороніж, Полтаву, Острогозьк, Черкаськ і Бахмут, говорив, що їздить «для высмотру разбежавшихся его партии людей». Для затримання полковника Журби було направлено дві розшукові команди, а Азовська губернська канцелярія завела секретну справу на 17 селян, які переховували повстанця, 13 з яких було направлено до каторги або переселено в райони нових прикордонних ліній на півдні між Дніпром і Азовським морем.
Власне село під назвою Весела Гора або Веселе (в офіційних документах до середини XIX століття фігурує другий варіант, а назва Лікарське зберігалась паралельно до початку XX  століття) виникло близько середини 1770-х років як центр рангової дачі площею 9600 десятин землі, виділеної Азовською губернською канцелярією Костянтину Юзбаши (1724—17.09.1802?), що прибув у ці краї в серпні 1754 року у складі першої хвилі слов'яносербської міграції в чині капітана полку Йована Шевича. Уперше Весела Гора згадується в письмових джерелах у 1776 році, коли в ньому Ізюмським протопопом була закладена дерев'яна Благовіщенська церква, будівництво якої здійснювалося коштом місцевого поміщика — підполковника Волоського гусарського полку К. М. Юзбаша — і було завершене у травні 1777 року Першим священиком цієї церкви Білгородська єпархія призначила Афанасія Мерхалєвського. На той момент у Веселій Горі значиться 95 селянських подвір'їв. За переписом населення Азовської губернії 1778 р. у с. Весела Гора вже полковника Юзбаша проживало 595 осіб селян (315 — ч. с., 280 — ж. с.). У відставку К. М. Юзбаши виходив 1781 р., отримавши військовий чин бригадира і будучи нагородженим за 25-річну вислугу Орденом Святого Георгія 4 ступеню. За «Описом до Атласу Новоросійської губернії 1799 р.» у с. Веселому К. М. Юзбаша згадується дерев'яна церква, дерев'яний панський будинок з фруктовим садом, винокурний завод.
Після смерті бригадира і кавалера К. М. Юзбаши Веселу Гору (Веселе), разом з іншими селами (Олександрівкою, Раївкою, Єлисаветівкою), було успадковано його сином — відставним секунд-майором Бахмутського гусарського полку Олександром Костянтиновичем Юзбаши (до його смерті близько 1827—1828 р.).
Щонайменше від початку 1830-х років Весела Гора стає володінням штаб-ротмістрши Олени Родіонівни Нілус (1812—19.11.1888). Саме вона наділила 1400 десятин землі для 350 душ колишніх своїх кріпосних селян (відтепер тимчасовозобов'язаних) містечка Веселогорськ, що зафіксовано в документах від 20 листопада 1862 р..Цією ж власницею у Веселій Горі були побудовані цегляні поміщицький будинок і церква (1839 року, а стару дерев'яну церковну споруду продали у Верхні Сотні)). 1864 р. у Веселій Горі було побудовано новий винокурний завод, що діяв до 1917 року.
Станом на 1859 рік у власницькому селі Веселогірське (Лікарське, Веселе) Слов'яносербського повіту Катеринославської губернії було 93 селянських подвір'я, у яких проживало 817 селян (404 чоловіки та 413 жінок), існували православна церква, завод, переправа через річку Донець.
У 1860-х роках, помістя з центром у Веселій Горі перейшло ще одному з нащадків перших слов'яносербів — спадкоємному дворянинові Петру Вікторовичу Голубу, якого можна вважати одним з найуспішніших господарів-поміщиків Слов'яносербського повіту, у всякому разі для періоду 1880-х років. Це засвідчують численні статистичні матеріали, що демонструють високі, почасти найкращі в повіті, показники розвитку його економії. По смерті П. В. Голуба помістя спільно успадкували його діти — Митрофан (1868—1912), Дмитро, Микола, Петро (1869—1905), Олена, Катерина (1870 р. н., заміж. Булацель і Чвалінська) й Анастасія (1872 р. н., заміж. Гарнієр), яким воно належало до 1917 р. Втім на початку ХХ ст. різні ділянки цього землеволодіння почали продаватися іншим власникам. В цей період містечко Веселогорськ нараховувало 1100 мешканців.

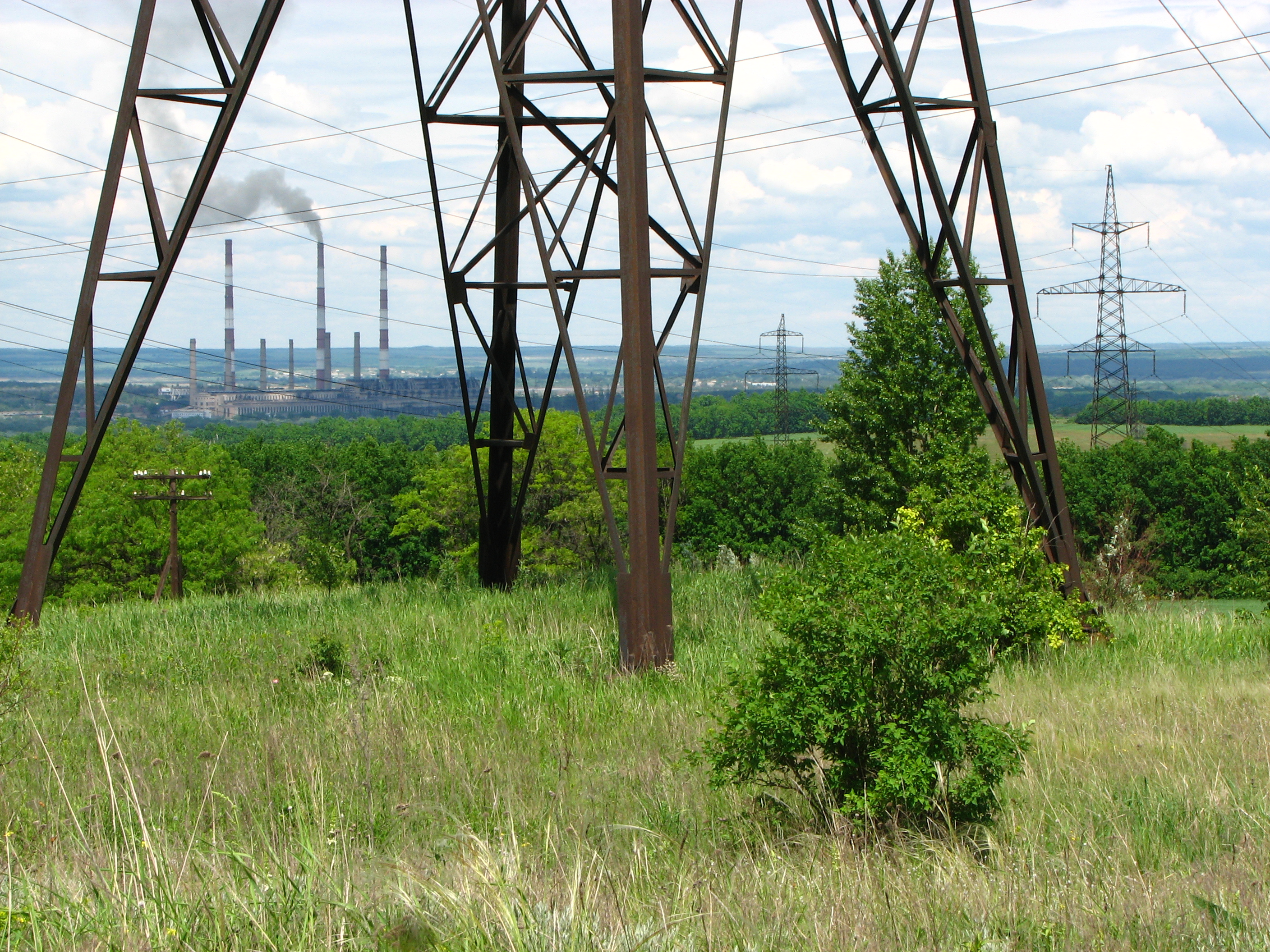
Краєвид на Луганську електростанцію, що розташована у місті Щастя) біля села Весела Гора

Станом на 1886 рік у містечку, яке було центромі Веселогірської волості, мешкало 845 осіб, налічувалось 154 двори, існували православна церква, школа, лавка, винокурний завод, паровий млин, відбувалось 2 щорічних ярмарки.

### Війна на сході України
У 2014 році біля селища точилися бойові дії. 15 червня 2014 року село було звільнене від проросійських збройних формувань.
5 вересня 2014 року під Веселою Горою та Цвітними Пісками відбувалися одні з найважчих боїв в історії російсько-української війни. Тоді Україна втратила майже півсотні своїх захисників України. Саме в цей день в засідку потрапила колона батальйону «Айдар». Колону «Айдару» зупинили на блокпосту напроти автобусної зупинки «Весела гора», і, дізнавшись назву батальйону, російські формування відкрили вогонь на ураження. За словами Олексія Мільчакова, російського нациста і учасника засідки, шістьох поранених українських бійців стратили на місці. Всього українські сили втратили загиблими та зниклими безвісти понад 40 чоловік.
Від початку вересня 2014 року Весела Гора перебуває під контролем бойовиків та російських військових.

## Населення
За даними перепису 2001 року населення села становило 1197 осіб, з них 26,07% зазначили рідною українську мову, а 73,93% — російську.